# L’Homme du bois Brésil
Pour plus de détails, voir Fiche technique et Distribution.
L'Homme du bois Brésil (O Homem do Pau-Brasil) est un film brésilien réalisé par Joaquim Pedro de Andrade, sorti en 1982.

## Synopsis
Le film relate la vie de l'écrivain brésilien Oswald de Andrade, l'une des icônes les plus importantes du modernisme au Brésil.

## Fiche technique
- Titre original : O Homem do Pau-Brasil
- Titre français : L’Homme du bois Brésil
- Réalisation et scénario : Joaquim Pedro de Andrade
- Pays d'origine : Brésil
- Format : Couleurs - 35 mm - Stéréo
- Genre : comédie
- Durée : 132 minutes
- Date de sortie : 1982

## Distribution
- Juliana Carneiro da Cunha : la ballerine
- Ítala Nandi : Oswald de Andrade
- Flávio Galvão : Oswald de Andrade
- Regina Duarte : Lalá
- Cristina Aché : Dorothéia
- Lucélia Maquiavelli : mère de Dorothéia
- Paulo Hesse : Mário de Andrade
- Guará Rodrigues : Biriba
- Carlos Gregório : Menotti Del Picchia
- Myrian Muniz : le juge
- Luiz Linhares : Paulo Prado